# Эрдэнэ (Туве)
Эрдэнэ (монг. Эрдэнэ) — сомон аймака Туве, Монголия.
Центр сомона — Ар Хуст находится в 59 километрах от города Зуунмод и в 67 километрах от столицы страны — Улан-Батора.
Развита сфера обслуживания, есть школа, больница, различные мастерские. Работает курорт Ар жанчивлан, в котором осуществляется лечение желудочных заболеваний с помощью минеральных вод с содержанием гидрокарбоната натрия и кальция.

## География
Большую часть территории занимают хребты Хэнтий. Горы Асралтхайрхан (2900 метров), Хийдийн сарьдаг (2666 метров), Алтай Улгий (2646 метров) и др. Равнинные долины Архуст, Тэрэлж, Туул. Водятся волки, лисы, косули, манулы, тарбаганы, зайцы.
Климат резко континентальный. Средняя температура января -21-23°С, июня +21-23°С. Годовая норма осадков составляет 300 мм, а в горах — 500 мм.
Имеются запасы золота, свинца, угля, стройматериалов.